# Jerrel Houtsnee
Jerrel Houtsnee (Paramaribo, 3 mei 1965) is een Nederlandse acteur, choreograaf, danser en zanger van Surinaamse afkomst. 

## Opleiding
Houtsnee volgde een opleiding aan het Modern Jazz Dance Center van Benjamin Feliksdal, acteerworkshops van onder anderen Yvonne van den Hurk, Henny Kaan, Willem Nijholt en Mara Otten en zanglessen bij Jimmy Hutchinson, Kees Taal en Alberto ter Doest.

## Carrière

### Theater
Houtsnee werkte mee aan verschillende musicals:
- Sister Act - Ensemble (understudy: Curtis en Harry)
- The Wiz - Blikkeman
- The Lion King - Banzai, understudy Mufasa en understudy Scar
- Jesus Christ Superstar - understudy Simon en ensemble
- 42nd Street - Andy Lee
- Miss Saigon - understudy John
- Royal Court - solist
- Fame De Musical
- Peter Pan
- Porgy and Bess
- Alleen Op De Wereld
- Take Five
- Visions And Voices
- Swinging Shoes
- Step By Step
- Trinity
- Over The Top
- Seagull

### Televisie
Hij speelde gastrollen in: 
- Goede tijden, slechte tijden als Eelco Prins (2015, 2016)
- Kees & Co
- Liedmachien
- Voetbal Vrouwen
- Grijpsta en De Gier
- Keizer en De Boer

En danste in verschillende televisieshows van John de Mol Producties.

## Discografie
Houtsnee is te horen op de castalbums van:
- Miss Saigon
- 42nd Street
- The Lion King
- The Wiz

Ook sprak en zong Houtsnee verschillende tekenfilms in:
- Funky Cops (Jetix)
- Ian
- Roary de Racewagen (2007-2010) (Plugger)
- De pinguïns van Madagascar (2009-2015) (Maurice, het vingerdier)
- De Prinses en de Kikker (2010) (Ray, de hopeloos romantische vuurvlieg)
- Disney Infinity (2015) (Lando Calrissian)
- The Lion King (2019) (Rafiki)
- Mufasa: The Lion King (2024) (Rafiki)

## Diverse
Hij werkt als choreograaf bij verschillende modeshows, speelt in verschillende videoclips en doet modellen- en reclamewerk.